# Marebito
Pour plus de détails, voir Fiche technique et Distribution.
Marebito (稀人) est un film japonais réalisé par Takashi Shimizu, sorti en 2004.

## Synopsis
Masuoka est obsédé par les phénomènes liés à la peur : d'où provient elle et à quoi conduit elle ? Il a filmé dans le métro le suicide d'un homme dont le visage était marqué par une stupeur indicible. Ces images l'obsédant, il traque dans les rues de Tokyo, caméra à la main, des éléments de compréhension. Ses recherches le conduisent dans un monde souterrain, où il découvre une jeune fille enchaînée. Il la ramène chez lui et décide de l'élever.

## Fiche technique
- Titre : Marebito
- Titre original : (稀人?)
- Réalisation : Takashi Shimizu
- Scénario : Chiaki Konaka, d'après son propre roman
- Production : Tatsuhiko Hirata, Kenzō Horikoshi et Atsuko Ōno
- Budget : 5 millions de yens
- Musique : Toshiyuki Takine
- Photographie : Tsukasa Tanabe
- Montage : Masahiro Ugajin
- Décors : Atsuo Hirai
- Costumes : Kuniko Hōjō
- Pays d'origine :  Japon
- Langue originale : japonais
- Format : couleurs - 1,85:1 - Dolby Digital - DV
- Genre : drame, Film d'horreur
- Durée : 92 minutes
- Dates de sortie :
  - États-Unis : 22 mai 2004 (festival de Seattle)
  - Japon : 16 octobre 2004[1]
  - France : 3 août 2005[2]

## Distribution
- Shin'ya Tsukamoto : Masuoka
- Tomomi Miyashita : F
- Kazuhiro Nakahara : Arei Furoki
- Miho Ninagawa : Aya Fukumoto
- Shun Sugata (en) : MIB

## Autour du film
- Takashi Shimizu tourne le film en seulement huit jours.

## Récompenses
- 2005 : Corbeau d'or, lors du Festival international du film fantastique de Bruxelles